# Buddyhead
A Buddyhead Aaron North és Travis Keller által 1998 nyarán Hollywoodban (Kalifornia) alapított zenei weboldal és egy Buddyhead Records néven bejegyzett, független lemezkiadó cég.

## Buddyhead zenei weboldal
Közismertek a Lester Bangs-féle szókimondó kritikájukról, amellyel a popkultúrát és a zeneipart illetik. Hírhedt pletyka rovatuk miatt több mint egy tucatszor perelte be őket számos híresség és lemezkiadó cég (Courtney Love-tól a Drive-Thru Records-ig). Botrányokért és bohóckodásokért felelősek, beleértve azt az esetet, amikor az Interscope Records-nál betörtek Fred Durst irodájába, ellopták a baseball sapkáját, árverésre bocsátották, és a befolyó összeget egy nemi erőszak áldozatait segítő szervezetnek ajánlották fel.
Emellett vitákat kavart az a szokásuk, hogy a zeneipar fejeseit vicces telefonhívásokkal zaklatták. A "mindent szabad" jelmondatukat ezáltal példaképük, Lester Bangs zenei újságíró/aktivista stílusával egészítették ki, amelyről a Buddyhead weboldal eredetileg ismertté vált.
A pletyka rovat mellett a Buddyhead weboldalon zenekarokkal és előadókkal készített interjúk, egy népszerű, hetente frissülő mp3-as blog, rádióműsor és fényképek is találhatók.

## Buddyhead Records
A Buddyhead Records egy független, 2000-ben indult hollywoodi lemezkiadó, amely az azonos nevű, 1998-ban elindított, nagy népszerűségnek örvendő tiszteletlen hangvételű Buddyhead weboldal sarjadéka. A Buddyhead Records szintén Travis Keller és Aaron North tulajdonában van, akik olyan változatos zenei irányzatokat képviselő együttesek kiadványait jelentetik meg, mint a ModWheelMood, Wires On Fire, Shat, The Cassettes, Ink & Dagger, The Icarus Line, Burning Brides, The Dillinger Escape Plan, Your Enemies Friends, The Mean Reds, 400 Blows, TEXT, At the Drive-In, Murder City Devils, és a Radio Vago.
A Buddyhead lemezkiadó vállalata azzal a céllal kezdte meg a működését, hogy North saját együttese, a The Icarus Line albumát nagyobb anyagi megterhelés nélkül adhassák ki. Valamint, hogy olyan jelentős post-hardcore együttesek posztumusz albumait adják ki, mint az Ink & Dagger és az egykori svéd Refused zenekarból megalakult TEXT. A lemezkiadó korlátozott számban adta ki az albumokat, aminek köszönhetően ma már magas az ára az eBay-en az olyan együttesek kiadványainak, mint az At the Drive-In, a The Dillinger Escape Plan, és a Burning Brides.
2004-ben a Buddyhead Records kiterjesztette a működését, elmozdulva a butik zene birodalomtól, az olyan napjainkban is tevékenykedő zenekarok teljes hosszúságú albumainak kiadásáig, mint: ModWheelMood, Wires On Fire, The Cassettes, Shat, Radio Vago, 400 Blows, stb.
A Buddyhead Records már számos CD és DVD tartalmának összeállításában segédkezett, olyan zenekarok ritkaságnak számító és kiadatlan anyagának szerkesztését segítette, mint a Mudhoney, a Primal Scream, a Yeah Yeah Yeahs, a Wire, és a Weezer.
CD lemezek mellett a Buddyhead Records egy DVD összeállítást is forgalomba hozott az Image Entertainmenten keresztül "Buddyhead Presents: Punk Is Dead" címmel. A DVD már korábban megjelent videóklipeket tartalmaz a TV on the Radio, a The Jesus Lizard, a Singapore Sling, a Yeah Yeah Yeahs, a Turbonegro, a The Locust, a British Sea Power, a The Dillinger Escape Plan, a The Fiery Furnaces, valamint további zenekaroktól.

## Együttesek
- The Cassettes
- The PoPo
- Modwheelmood
- Gayrilla Biscuits
- Wires On Fire
- Shat
- Ink & Dagger
- Mean Reds
- 400 Blows
- Burning Brides
- Murder City Devils
- The Dillinger Escape Plan
- Text
- The Icarus Line
- At the Drive-In
- Radio Vago
- Your Enemies Friends

## Interjúk
- Bettawreckonize interjú a Buddyhead-ről
- Kerrang! interjú
- Absolutepunk interjú
- Matzah interjú Aaron North-al